# Zentrales Impfregister (Österreich)
Das zentrale Impfregister der Republik Österreich ist ein (Computer-)System zur nationalen, standardisierten, zentralen Dokumentation aller in Österreich erfolgten Impfungen. Die Authentifizierung erfolgt dabei in der Regel per e-card (jedoch sind weitere Authentifizierungsmöglichkeiten möglich). Das zentrale Impfregister ist wesentlicher Bestandteil der eHealth-Anwendung „Elektronischer Impfpass“ (eImpfpass, fälschlicherweise auch manchmal „e-Impfpass“) und dient der elektronischen Dokumentation aller durchgeführten Impfungen.
Der eImpfpass verwendet teilweise dieselbe technische Infrastruktur wie die österreichische Elektronische Gesundheitsakte (ELGA), unterliegt allerdings einem anderen rechtlichen Regelungsregime. So besteht unter anderem für den Bürger keine Möglichkeit, sich vom zentralen Impfregister im Rahmen einer Opt-out-Möglichkeit abzumelden. Das zentrale Impfregister wurde im Zuge der COVID-19-Pandemie in Österreich eingeführt. Es bietet auch die Möglichkeit einer weitreichenden Datenverknüpfung, so können durch einen Abgleich des Zentralen Melderegisters und des Registers anzeigepflichtiger Krankheiten impfpflichtige Personen automatisch ermittelt und deren Impfstatus festgestellt werden.
Der eImpfpass befindet sich mit Stand Anfang 2022 im Pilotbetrieb und wird in diesem von der Elga GmbH betrieben. 

## Rechtliche Grundlagen
Der 2. Unterabschnitt des 5. Abschnitts des GTelG 2012 (§§ 24b bis 24g) regelt die eHealth-Anwendung Elektronischer Impfpass; das zentrale Impfregister wird in § 24c GTelG 2012 geregelt. Nähere Regelungen zum eImpfpass sind zudem in der eHealthV BGBl. II Nr. 449/2020 zu finden. 

## Zu speichernde Daten
Gesundheitsdiensteanbieter, die Impfungen durchführen, müssen folgende Daten im zentralen Impfregister speichern:
- Angaben zum Impfstoff (Klassifikation, Handelsname, Hersteller, Zulassungsnummer, Chargennummer, Verfallsdatum, Serialisierungsnummer, Pharmazentralnummer und Anatomisch-Therapeutisch-Chemische Zuordnung),
- Angaben zur verabreichten Impfung (Datum der Verabreichung, Dosierung und Dosis, angewandtes Impfschema, Impfempfehlung und Zuordnung zu Impfprogrammen),
- Angaben zur Bürgerin/zum Bürger (Name, Geburtsdatum, Geschlecht, Wohnadresse, Angaben zur Erreichbarkeit, Angaben zu einer allfälligen Vertretung, Sozialversicherungsnummer, bereichsspezifisches Personenkennzeichen Gesundheit, Gemeindecode, Titerbestimmung, impfrelevante Vorerkrankungen und besondere Impfindikationen) sowie
- Angaben zum impfenden bzw. speichernden Gesundheitsdiensteanbieter (Name, Rolle, Berufsadresse und Datum der Speicherung).

## Ziele und Verwendung der im zentralen Impfregister gespeicherten Daten
Die Verwendung des eImpfpasses erfüllt ein erhebliches öffentliches Interesse, das sich insbesondere aus folgenden Erwägungen ergibt:
- Optimierung der Impfversorgung der Bevölkerung, vor allem durch eine einheitliche, flächendeckende und lückenlose digitale Impfdokumentation sowie eine verbesserte, schnellere Verfügbarkeit von Impfinformationen, die Steigerung der Prozess- und Ergebnisqualität von Impfungen und die Wirksamkeit von öffentlichen Impfprogrammen, die Erhöhung der Durchimpfungsraten sowie die Erhöhung der Arzneimittel- und Patient:inn:ensicherheit;
- Verfügbarkeit digitaler Impfinformationen für die Steuerung des öffentlichen Gesundheitswesens, vor allem zur Bestimmung von Impfstatus und Durchimpfungsraten sowie des daraus ableitbaren Handlungsbedarfs, Verbesserung der Reaktionsmöglichkeiten auf Ausbrüche von durch Impfungen vermeidbaren Krankheiten, Einhaltung von Verpflichtungen zur Verfolgung internationaler Eliminations- und Eradikationsziele;
- Reduktion von Aufwänden für Bürger, Gesundheitsdiensteanbieter und das Gesundheitssystem.

Die im zentralen Impfregister gespeicherten Daten dürfen zu folgenden Zwecken personenbezogen verarbeitet werden:
- Zusammenfassende Darstellung der im zentralen Impfregister gespeicherten Daten,
- Darstellung persönlicher Impfkalender auf Basis dokumentierter Impfungen und des jeweils aktuellen Impfplans Österreich,
- Erinnerung an empfohlene Impfungen gemäß dem jeweils aktuellen Impfplan Österreich,
- statistische Auswertungen von im zentralen Impfregister gespeicherten Daten,
- Krisenmanagement, sowohl im Rahmen des Ausbruchsmanagements in Zusammenhang mit anzeigepflichtigen Krankheiten, als auch im Rahmen der Pharmakovigilanz,
- Abrechnung im Rahmen von Impfprogrammen,
- Wahrnehmung der Rechte der Bürgern.

## Die Rolle des eImpfpasses bei der Pandemiebekämpfung
Wie schon bei Erlassung der eHealthV postuliert, wurde es vor dem Hintergrund der COVID-19-Pandemie notwendig, den Fokus der Pilotierung des eImpfpasses – entgegen der ursprünglichen Intention – einerseits weg von Kinderimpfungen, andererseits weg von der Begrenzung auf drei Pilotbundesländer zu rücken. Gemäß § 4 Abs. 1 eHealthV sind Gesundheitsdiensteanbieter daher verpflichtet, Influenza- sowie COVID-19-Impfungen im zentralen Impfregister zu speichern. Andere Impfungen dürfen gespeichert werden. Zusätzlich sieht § 24c Abs. 4a Z 1 GTelG 2012 vor, dass Gesundheitsdiensteanbieter die COVID-19-Impfungen, die sie seit dem 27. Dezember 2020 verabreicht haben und die noch nicht im zentralen Impfregister gespeichert sind, nachtragen müssen.
Der eImpfpass spielt in der COVID-19-Pandemie unter anderem aus folgenden Gründen eine bedeuteten Rolle:
- Die valide Berechnung von COVID-19-Durchimpfungsraten ist möglich.
- Durch die Verknüpfung der im zentralen Impfregister gespeicherten COVID-19-Daten mit den Daten im Register anzeigepflichtiger Krankheiten wird ein effektives Ausbruchs- und Krisenmanagement ermöglicht; die Daten werden insbesondere verarbeitet für die Ermittlung von Impfdurchbrüchen, von Ausbruchsclustern oder für die Kontaktpersonennachverfolgung.[10]
- EU-konforme Impfzertifikate können erstellt werden.[11][12]
- Durch einen Abgleich des Zentralen Melderegister, des zentralen Impfregisters und des Registers anzeigepflichtiger Krankheiten können die impfpflichtigen Personen ermittelt werden.[13]

## Kritik

### Opt-out
Mehrere Grundrechtsinitiativen, beispielsweise der Verein epicenter.works, kritisieren die fehlende Opt-out-Möglichkeit und das Missbrauchspotential.

### Datenverknüpfungen
Durch mögliche – und zudem auch geplante – Zusammenführungen und Verknüpfungen pseudonymisierter Daten aus dem zentralen Impfregister mit pseudonymisierten Daten aus anderen Registern ergeben sich die Gefahren von Deanonymisierungen und zweckentfremdeten Datenverwendungen. Die Berechtigungs- und Protokollierungsmechanismen des eImpfpasses können so unterlaufen werden; das Missbrauchspotential steigt dadurch. Somit ergeben sich Konflikte mit dem Datenschutz.

### Doppelgleisigkeiten
In bestimmten Situationen (z. B. bei Impfungen gegen Gelbfieber) ist der internationale Papier-Impfpass weiterhin erforderlich, sodass sich dann trotz des eImpfpasses, der den Papier-Impfpass überflüssig machen soll, Doppelgleisigkeiten ergeben. Ausdrucke aus dem eImpfpass haben dabei lediglich informativen Charakter.

### Vollständigkeit
Obwohl laut Gesetz eine „flächendeckende und lückenlose digitale Impfdokumentation“ ohne Opt-out-Möglichkeit vorgesehen ist, können sich insbesondere Gesundheitsdiensteanbieter nicht sicher auf Vollständigkeit verlassen. Wer sich nicht in Österreich, sondern im Ausland impfen lässt, dessen Impfung wird nicht (automatisch) ins österreichische zentrale Impfregister eingespeist; um das Nacherfassen müssten sich Geimpfte allenfalls selbst kümmern.